# ゴッサード配景中心
ゴッサード配景中心（ゴッサードはいけいちゅうしん、英: Gossard perspector）またはゼーマン＝ゴッサード配景中心（Zeeman–Gossard perspector）は、幾何学において三角形の心の一つを意味する用語。クラーク・キンバーリングのEncyclopedia of Triangle CentersではX(402)に登録されている。この点は1998年にジョン・ホートン・コンウェイによって、1916年にこの点を発見したハリー・クリントン・ゴッサードを賞して命名された。命名後、1899年から1902年の間に、クリストファー・ゼーマン（Christopher Zeeman）によってこの点が発見された旨のある出版物が発見された。そのため2003年より、Encyclopedia of Triangle Centersでは後者の名を用いている。

## 定義

△ABC, △AEF, △BFD, △CDE, △AgBgCgの垂心H, HA, HB, HC, Hgと、重心G, GA, GB, GC, Gg。

### ゴッサード三角形
△ABCのオイラー線が辺BC,CA,ABと交わる点をそれぞれD,E,Fとする。次に、 △AgBgCgを、△AEF, △BFD, △CDEのオイラー線が成す三角形とする。ただしAgは△BFD, △CDEのオイラー線の交点とする。Bg,Cgも同様に定義される。この△AgBgCgをゴッサード三角形（Gossard triangle）という。

### ゴッサード配景中心
△ABCのゴッサード三角形を△AgBgCgとする。このとき直線AAg,BBg,CCgは一点で交わる。この点を△ABCのゴッサード配景中心という。

## 性質
- ゴッサード三角形と基準三角形は合同である[4]。
- それぞれBC,CA,ABとBgCg,CgAg,AgBgは平行である。
- ゴッサード三角形をゴッサード配景中心で鏡映すると基準三角形となる。
- つまりゴッサード三角形は基準三角形をゴッサード配景中心を中心として点対称移動したものである。
- ゴッサード三角形と基準三角形のオイラー線は一致する。
- ゴッサード配景中心はオイラー線上にある。

### 座標
ゴッサード配景中心の重心座標は以下の式で表される。

直線DEFは△ABCのオイラー線。直線XYZがDEFと平行になるように動く。XYZの位置にかかわらず△A'B'C'は△ABCと合同である。反転した青い三角形は基準三角形のゴッサード三角形。

{\displaystyle p(a,b,c)=2a^{4}-a^{2}b^{2}-a^{2}c^{2}-(b^{2}-c^{2})^{2}}
{\displaystyle y(a,b,c)=a^{8}-a^{6}(b^{2}+c^{2})+a^{4}(2b^{2}-c^{2})(2c^{2}-b^{2})+(b^{2}-c^{2})^{2}{\bigl (}3a^{2}(b^{2}+c^{2})-b^{4}-c^{4}-3^{b}2c^{2}{\bigr )}}{\displaystyle f(a,b,c)=p(a,b,c)y(a,b,c)}
として
{\displaystyle {\Bigl (}f(a,b,c):f(b,c,a):f(c,a,b){\Bigr )}}

## 一般化
ゴッサード三角形の一般化は基準三角形と合同な三角形として一般化される。

### ゼーマンによる一般化
次はクリスストファー・ゼーマンによる一般化である。
△ABCのオイラー線lと平行な直線とBC,CA,ABの交点をそれぞれX,Y,Zとする。次に△A'B'C' を△AYZ,△BZX,△CXYのオイラー線の成す三角形とする。△A'B'C' と△ABCのそれぞれの辺は平行である。

### ヨウによる一般化
次はパウル・ヨウ（Paul Yiu）による一般化である。
△ABCとその重心（幾何中心）Gではない点Pを取る。

パウル・ヨウによるゴッサード三角形の一般化

直線PGとBC,CA,ABの交点をそれぞれX,Y,Z、△AYZ,△BZX,△CXYの重心をGa,Gb,Gcとする。
次に、それぞれYを通るCPの平行線と、Zを通るBPの平行線も交点をPaとする。
Pb,Pcも同様に定義する。このときGaPa,GbPb,GcPcの成す三角形を△A'B'C' と置く。

このとき△A'B'C' と△ABCのそれぞれの辺は平行である。
Pが垂心のとき、直線PGはオイラー線で、△A'B'C' はゴッサード三角形となる。

### ダオによる一般化
ダオ・タイン・オアイ（Dao Thanh Oai）はさらなる一般化を公表している。△ABCと異なる二点H,Oを用意する。直線OHとBC,CA,ABの交点をそれぞれA0,B0,C0する。次に、C0を通るBHの平行線とB0を通るCHの平行線交点をAH、C0を通るBOの平行線とB0を通るCOの平行線交点をAOとする。BH,BO,CH,COも同様に定義する。このとき、AHAO,BHBO,CHCOの成す三角形は基準三角形△ABCと合同で、かつ相似の位置にあり、相似の中心はOH上にある。ダオの結果は以下のように上記の定理をすべて統一した。
- 直線OHがオイラー線と一致すると、ゴッサード三角形とゴッサード配景中心となる。
- 直線OHがオイラー線と平行ならゼーマンの一般化となる。
- O,Hのうち一点が重心ならば、ヨウの一般化となる。

ある直線OHに関する、最後の相似の中心は直線OHのダオ＝ゼーマン配景中心（Dao-Zeeman perspector）と呼ばれる。

## 関連
- Central line
- Encyclopedia of Triangle Centers
- 幾何中心
- Central triangle（英語版）
- オイラー線
- パリー鏡映点